# Акразіомікотові
Акразіоміко́тові слизовики́ (лат. Acrasiomycota = Acrasea) — відділ грибоподібних організмів, евкаріотичні первинно-гетеротрофні дискокристати, у яких клітини голі, а вегетативне тіло представлено амебоїдами (міксамебами). Відділ нараховує менше 20 видів мікроскопічних амебоїдних організмів. На початку репродуктивної фази клітини цих слизовиків утворюють псевдоплазмодії, які перетворюються на спороношення — соруси або сорокарпи зі спор. Акразіомікотові є сапротрофами, що мешкають на рослинних рештках, у ґрунті, на екскрементах травоїдних тварин та на плодових тілах макроміцетів.

## Біохімічні особливості та живлення
У акразіомікотових слизовиків основним продуктом асиміляції є схожий із парамілоном β-1,3-глюкан або специфічний полісахарид, представлений β-1,6-глюканом. Відомості щодо шляхів біосинтезу лізину та триптофану відсутні. 
Живлення у акразіомікотових відбувається осмотрофно, шляхом поглинання розчиненої органічної речовини всією поверхнею клітин. Фагоцитоз та травні вакуолі у цих слизовиків не виявлені. 

## Цитологічні особливості
Вегетативні амебоїдні клітини акразіомікотових вкриті лише плазмалемою. Проте у монадних стадій поверхня клітини має тонку спіральну посмугованість, і в оптичний мікроскоп нагадує пелікулу евгленофітових. При цьому схожість з клітинами первинно гетеротрофних евгленофітових підсилюється наявністю поздовжньої борозенки. 
Міксамеби акразіомікотових здатні до активного руху за допомогою однієї широкої передньої лобоподії. Вона прозора і не містить органел чи включень. При електронній мікроскопії в псевдоподії виявлено пучки цитоскелетних мікрофіламентів, побудованих з актину (і ймовірно — центрину). З мікрофіламентами також асоційовані мікротрубочки. Задній кінець клітини називають уроїдною зоною, оскільки там розташовуються одна-дві видільні вакуолі з рідкими продуктами метаболізму. Центральна частина клітини містить одне ядро, зазвичай з одним ядерцем.  
Ядерний апарат евкаріотичний. В процесі мітозу ядерна оболонка залишається інтактною. Ядерце у профазі переважно ділиться перешнуровкою. Веретено поділу — внутрішнє, і в його утворенні бере участь пара центріолей.
Мітохондрії акразіомікотових мають щонайменше два типи крист — дископодібні та трубчасті. Специфічною особливістю мітохондріального апарату є те, що кожний мітохондріальний профіль оточений шерхатою ендоплазматичною сіткою, яка утворює структуру, схожу на додаткову мітохондріальну оболонку. Комплекс Гольджі у акразіомікотових не виявлений.
Джгутикові стадії, представлені зооспорами, відомі у двох родах — Acrasis та Pochenia. Монадні клітини мають два передні гладенькі джгутики неоднакової довжини. На зооспори здатні перетворюватись міксамеби або ними за певних умов проростають спори сорусів чи сорокарпів.

## Вегетативне тіло
Представлене міксамебами, які перед початком спороношення агрегуються разом, утворюючи нерухомі псевдоплазмодії. При агрегації міксамеби рухаються одна до одної, зближуються і врешті-решт утворюють щільну масу у вигляді щитка. У стані псевдоплазмодія клітини не зливаються між собою, кожна клітина зберігає свою індивідуальність. Об'єднавшись у псевдоплазмодій, міксамеби припиняють живитись. Перехід у стан псевдоплазмодію є зворотнім, проте механізми, що контролюють агрегацію та дезінеграцію у акразіомікотових залишаються нез'ясованими.  
Всі представники акразіомікотових є мікроскопічними організмами.

## Розмноження та життєвий цикл
Акразіомікотові розмножуються поділом міксамеб надвоє та за допомогою спор, що екзогенно утворюються з псевдоплазмодіїв. Псевдоплазмодії розвиваються при нестачі поживних речовин або води.
При утворенні спор пседоплазмодій підіймається над субстратом, набуває напівсферичної форми. У найпростішому випадку (зокрема, у роду Pochenia) на цій стадії міксамеби, які утворили псевдоплазодій, округлюються, вкриваються целюлозними оболонками, і перетворюються на спори. Скупчення спор при такому типі спорогенезу називають сорусом.
У складніших випадках міксамеби переміщуються у напівсферичній масі від її основи до верхівки, через що спороношення набуває вигляду сфери на стебельці, тобто диференціюється на спороносний відділ та ніжку. Таким тип спороношення у акразіомікотових називають сорокарпом. Інколи міксамеби, що утворюють ніжку, виділяють багато слизу (наприклад, у Guttulinopsis). У роду Acrasis міксамеби спороносного відділу після утворення головки продовжують рухатись таким чином, що врешті-решт утворюють деревовидно розгалужений сорокарп. 
По завершенні формування спороношення всі міксамеби (включаючи клітини ніжки) перетворюються на спори, і сорокарпи, як і соруси, розпорошуються. Спори поширюються вітром, водою, тваринами. Потрапивши у сприятливе для живлення середовище, спори проростають поодинокими міксамебами. У деяких видів зі спор, що потрапили у воду, після мітотичного поділу ядра виходить дві зооспори.             
Статевий процес у акразіомікотових не виявлений, і життєвий цикл, таким чином, представлений цикломорфозом. Він включає стадії міксамеби, псевдоплазмодія та спори. При несприятливих умовах поодинокі міксамеби можуть вкриватись оболонкою, і перетворюватись на спочиваючі клітини — мікроцисти, минаючи стадію агрегації. Мікроцисти є гомологами спор псевдоплазмодію.

## Система відділу
На початку 2000-х років до відділу включали один клас — акразіоміцети (Acrasiomycetes [=Heterolobosea]), який поділяли два порядки — Acrasiales та Guttulinales. Поділ на порядки проводили за будовою оболонки спор та наявністю слизу у ніжки сорокарпу. 
У 1990-х роках для класифікації почали застосовувати методи молекулярної біології та філогенетики, що призвело до перегляду класифікації на початку 2010-х. Зокрема, роди Copromyxa та Fonticula, які раніше включали до Acrasiales, було виділено в окремі лінії.